# Écardenville-sur-Eure
Écardenville-sur-Eure is een plaats en voormalige gemeente in het Franse departement Eure (regio Normandië) en telt 535 inwoners (1999). De plaats maakt deel uit van het arrondissement Les Andelys. Écardenville-sur-Eure is op 1 januari 2016 gefuseerd met La Croix-Saint-Leufroy en Fontaine-Heudebourg tot de gemeente Clef Vallée d'Eure.

## Geografie
De oppervlakte van Écardenville-sur-Eure bedraagt 6,7 km², de bevolkingsdichtheid is 79,9 inwoners per km².
De onderstaande kaart toont de ligging van Écardenville-sur-Eure met de belangrijkste infrastructuur en aangrenzende gemeenten.

## Demografie
Onderstaande figuur toont het verloop van het inwonertal (bron: INSEE-tellingen).